# 세종의사당
세종의사당(世宗議事堂)은 대한민국 국회의 회의(會議)가 열리게 될 건물이다.

## 역사
2002년 9월 30일, 16대 대통령 선거에 나선 노무현 당시 새천년민주당 대통령 후보는 "한계에 부딪힌 수도권 집중 억제와 낙후된 지역경제 문제의 근본적 해결을 위해 충청권에 행정수도를 건설, 청와대와 국회 그리고 중앙부처부터 옮겨가겠다"라면서 행정수도 이전을 처음으로 공식화하였다. 집권 이후에는 정부 주도로 '신행정수도의건설을위한특별조치법안'을 발의하였고 제16대 국회 제244회 임시회에서 재적 194인 중 찬성 167인, 반대 13인, 기권 14인으로 가결되었다.
그러나 2004년 10월 21일, 헌법재판소 전원재판부는 최상철 외 221인(대리인: 이석연 등)이 청구한 신행정수도특별법에 대한 헌법소원 사건에 대해 단순위헌 결정을 선고했다. 이로 인해 신행정수도특별법은 법률의 효력을 잃었고 '신행정수도 '는 '행정중심복합도시'로 축소됐다.
이명박 정부 시기 세종시 자체가 폐기될 뻔했던 우여곡절 끝에 2012년 세종시가 출범했지만, '미완의 행정수도'라는 아쉬움을 가진 충청 지역민들을 달래기 위해 국회 분원인 세종의사당과 대통령 세종 집무실 설치가 대안으로 거론되기 시작했다. 세종시 국회분원 설치를 처음 제안한 것은 2012년 당시 민주통합당 소속으로 세종특별자치시장 선거에 출마한 이춘희다.
이후 2016년 세종시에 지역구를 둔 친노계 좌장 이해찬 전 대표가 세종의사당 설치를 위해 20대 국회에서 국회법 개정안을 대표발의 했지만 논의조차 되지 못한 채 폐기되는 좌절을 겪기도 했다.
그러던 중 2019년, 국회가 우여곡절 끝에 세종의사당 건립 설계비 10억 원이 포함된 2020년 예산안을 처리했다. 이에 국가균형발전과 지방분권, 상생발전을 위한 충청권공동대책위원회는 성명을 통해 "실질적인 행정수도 완성의 초석을 다진 것"이라며 "34만 세종시민과 550만 충청인과 함께 적극 환영한다"고 밝혔다.
2020년 12월, 세종의사당 기본설계비 127억 원이 2021년 예산안에 반영되며 실제 건립까지 8부 능선은 넘었다는 평가를 받았다.
한편, 2021년 재보궐선거에서 더불어민주당 서울시장 후보로 출마한 박영선 전 중소벤처기업부 장관은 국회를 세종시로 옮긴 이후 여의도에 남아있는 의사당 건물을 오페라하우스처럼 대형 콘서트홀로 탈바꿈 하겠다고 공약을 걸었다. 그러나 박영선 후보가 국민의힘 오세훈 후보에 패배하며 이 계획은 사실상 무산되었다.
2021년 9월 28일, 제21대 국회에서 국회법 개정을 통해 세종특별자치시에 국회 분원 의사당을 설치하도록 하는 법 규정이 마련됐다. 이 개정안의 통과에 따라 국회법에는 세종시에 국회 분원으로 세종의사당을 두고 국회 세종의사당 설치와 운영, 그 밖에 필요한 사항을 국회 규칙으로 명시하게 됐다. 또한 2021년 예산으로 반영된 세종의사당 설계비 147억원을 활용해 국회 사무처가 세종의사당 설립에 필요한 기본계획을 세우고 국회 운영 비효율을 최소화하는 방안을 마련하라는 내용의 부대의견도 개정안에 담겼다. 법은 공포한 날부터 시행되며 이르면 오는 2026년 하반기 세종의사당이 개원될 것으로 전망된다.
앞서 국회사무처는 국토연구원에 의뢰해 국회 이전 규모를 5가지 시나리오로 정리했으며, 세종시에 있는 행정부처 관련 상임위원회 10개와 예산결산특별위원회, 국회사무처 일부 이전 방안을 가장 효율적인 방안으로 제시했다. 하지만 여야는 세종의사당이 이르면 2024년 착공해 2027년께 완공된다는 점을 고려해 이전 규모를 법안에 구체적으로 못박지는 않았다.